# Ținutul Soci
Ținutul Soci (în rusă Сочинский округ) a fost o unitate administrativ-teritorială (okrug) din gubernia Mării Negre a Imperiului Rus, constituită în 1896. Centrul administrativ al ținutului a fost orașul Soci. Populația ținutului era de 13.519 locuitori (în 1897).

## Istorie
Ținutul Soci a fost creat în 1896, ca parte a guberniei Mării Negre. În 1920, „okrug-ul” a fost desființat prin crearea ținutului Mării Negre în componența regiunii Kuban-Marea Neagră.

## Geografie
Ținutul Soci ocupa o suprafață de 4.198 km² (3.935 de verste). În nord și nord-est se învecina cu ținutul Tuapse din aceeași gubernie și regiunea Kuban, iar în sud și sud-est avea hotar cu ținutul Suhumi din gubernia Kutaisi. În vest era mărginit de Marea Neagră.

## Populație
La recensământul populației din 1897, populația ținutului era de 13.519 de locuitori, dintre care:
| Grup etnic           | Populație | % Procentaj |
| -------------------- | --------- | ----------- |
| Armeni               | 3.857     | 28,5%       |
| Velicoruși (ruși)    | 2.561     | 18,9%       |
| Greci                | 2.092     | 15,5%       |
| Maloruși (ucraineni) | 1.240     | 9,2%        |
| Gruzini              | 1.002     | 7,4%        |
| Cerchezi             | 746       | 5,5%        |
| Moldoveni [români]   | 613       | 4,5%        |
| Estoni               | 599       | 4,4%        |
| Turci                | 332       | 2,4%        |
| alții                | 477       |             |

## Diviziuni administrative
În anul 1913, Ținutul Soci cuprindea 15 așezări.